# Rayan Aït-Nouri
Rayan Aït-Nouri (em árabe:ريان آيت نوري; Montreuil, 6 de Junho de 2001) é um futebolista argelino que atua como lateral-esquerdo. Atualmente joga pelo Manchester City e pela Seleção Argelina de Futebol.

## Vida Pessoal
Aït-Nouri nasceu em Montreuil, nos subúrbios do leste de Paris.

## Carreira

### Angers
Aït-Nouri é formado pela academia de jovens do Angers, onde ingressou vindo do Paris FC em julho de 2016 em troca de cobrir as mensalidades de Aït-Nouri de €5.000. Ele assinou seu contrato profissional aos 16 anos em fevereiro de 2018 e fez sua estreia no time principal como substituto na derrota por 3-1 para o Paris Saint-Germain em 25 de agosto de 2018.

### Wolverhampton Wanderers
Em 4 de outubro de 2020, Aït-Nouri assinou um contrato de empréstimo de uma temporada para o clube da Premier League Wolverhampton Wanderers, com o clube tendo a opção de uma compra permanente. Vinte e seis dias depois, ele marcou seu primeiro gol no futebol profissional, em sua estreia na liga em uma vitória em casa por 2 a 0 sobre o Crystal Palace.
Manchester City
Em 9 de Junho de 2025, o Manchester City anunciou a contratação de Aït-Nouri. O argelino assinou com a equipe inglesa um contrato válido até junho de 2030, em um acordo que envolve cerca de 40 milhões de euros (aproximadamente R$ 256 milhões).

## Carreira Internacional
Aït-Nouri possui nacionalidades francesa e argelina. Ele foi um jovem internacional pela França, tendo representado as seleções francesas sub-18 e sub-21. Em janeiro de 2023, ele mudou para representar a Argélia internacionalmente. Ele fez sua estreia com a seleção argelina na partida de eliminatórias para o Campeonato Africano das Nações de 2023 contra o Níger, no Estádio Nelson Mandela, em 23 de março de 2023.
Em dezembro de 2023, foi nomeado no time da Argélia para o Campeonato Africano das Nações de 2023.

## Honrarias

#### Individual
- Jogador do mês pelo Wolverhampton Wanderers: Dezembro de 2022[14]